# 安图站

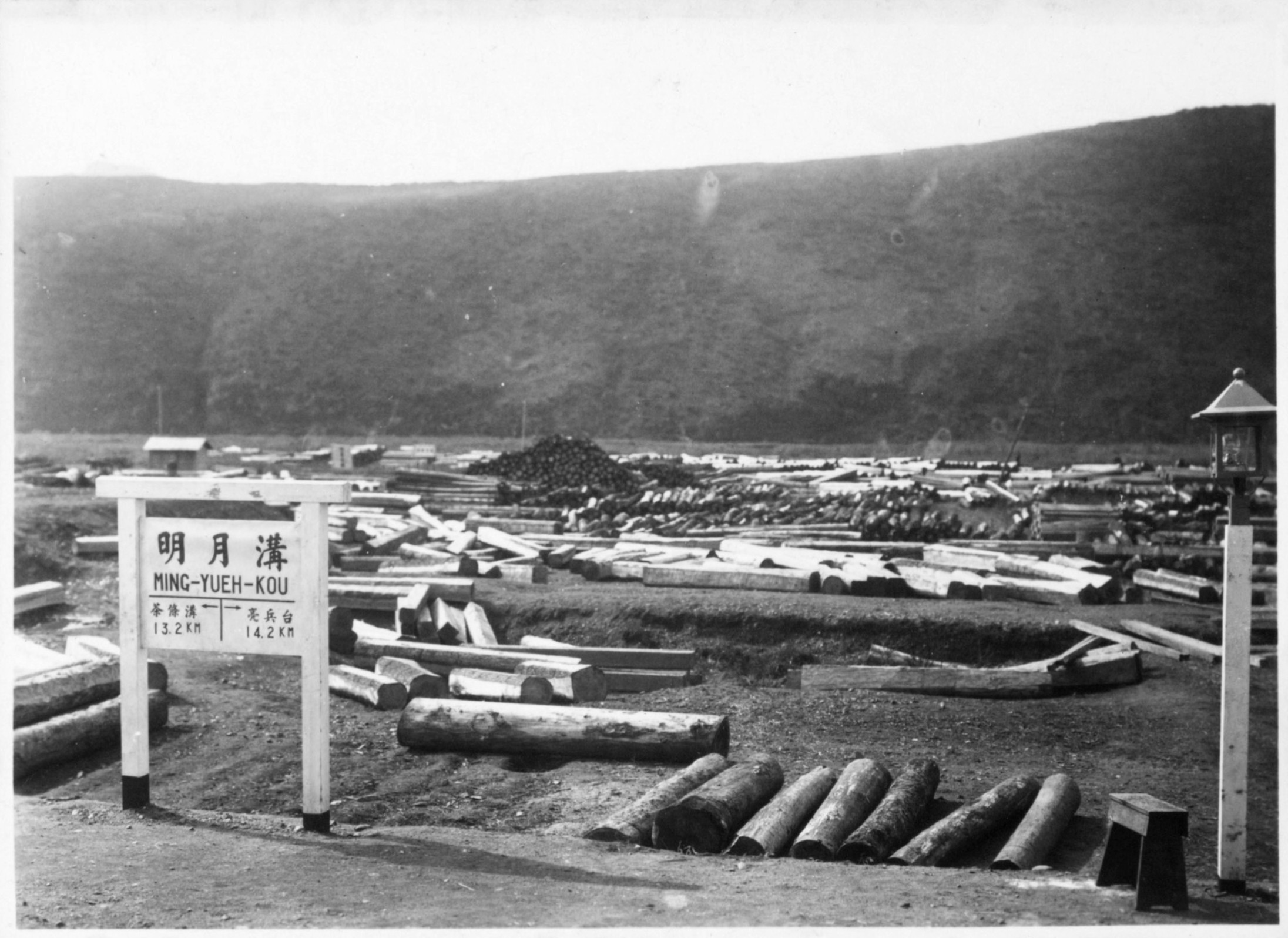
1930年代的明月溝站

安图站（： Ando-yeog）位于中华人民共和国吉林省延边朝鲜族自治州安图县明月镇，是长图铁路上的火车站，建于1933年，由沈阳铁路局管辖。

## 車站周邊
- 长白山大酒店
- 安图农村商业银行
- 安图森林经营局
- 安图县农业局
- 明月镇人民政府
- 中国邮政储蓄银行站前营业所
- 中国农业银行明安分理处
- 布尔哈通河

## 歷史
- 建于1933年。

## 外部連結
- 中国铁路客户服务中心（页面存档备份，存于）